# 나르키소스

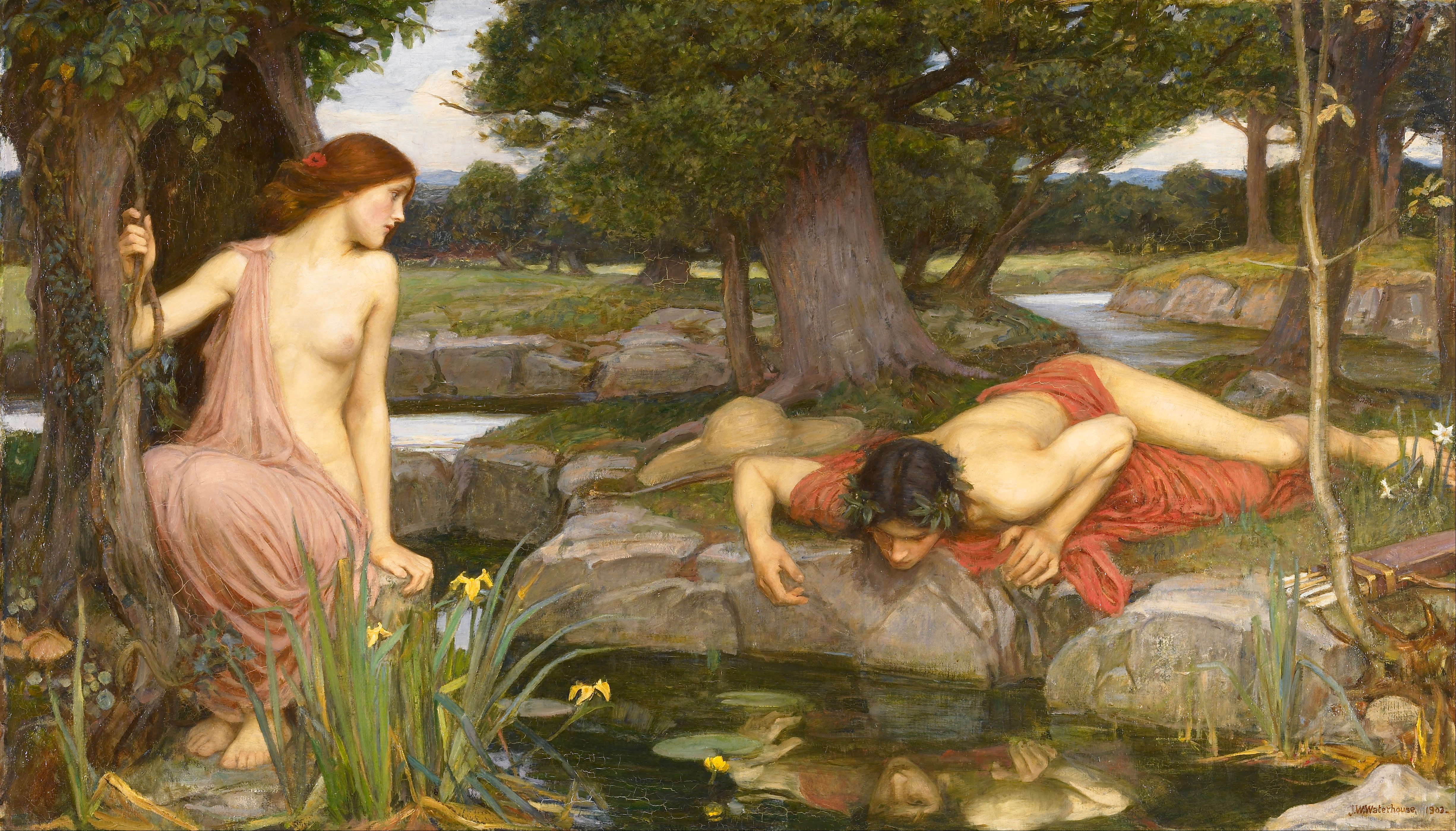
에코와 나르키소스 - 존 윌리엄 워터하우스 작, 1903년

나르키소스(Νάρκισσος, Narcissus), 나르시스 또는 나르시시스는 그리스 신화의 등장 인물이다. 오비디우스의 《변신이야기》 등에 등장한다. 나르키소소라는 낱말은 "잠(sleep) 또는 무감각(numbness)"을 의미하는 나르케(ναρκη, narke)에서 유래하였을 가능성이 크다.
파우사니아스의 《그리스 이야기》에 나오는 내용은 교훈적인 내용으로, 더 고대 신화에 가깝다. 이에 따르면 아메이니아스라는 청년이 나르키소스를 사랑하였지만 나르키소스는 그에게 매정하게 대했다. 한번은 나르키소스가 아메이니아스에게 칼을 선물했는데, 아메이니아스는 나르키소스의 집 앞에서 그 칼로 자살하면서 나르키소스가 짝사랑의 고통을 알게 되길 네메시스에게 빌었다. 뒷날 나르키소스는 연못에 비친 자신의 모습을 사랑하게 됐는데, 입맞춤을 하려 하다가 그것이 자기 자신의 반사된 모습인 것을 알아차린 그는 슬픔에 빠져 칼로 자살을 했다. 그가 죽은 자리에서 꽃이 피어났다. 자기애(自己愛) 또는 자기 도취증이라고 번역되는 나르시시즘(narcissism)은 여기서 유래한다.

## 해석

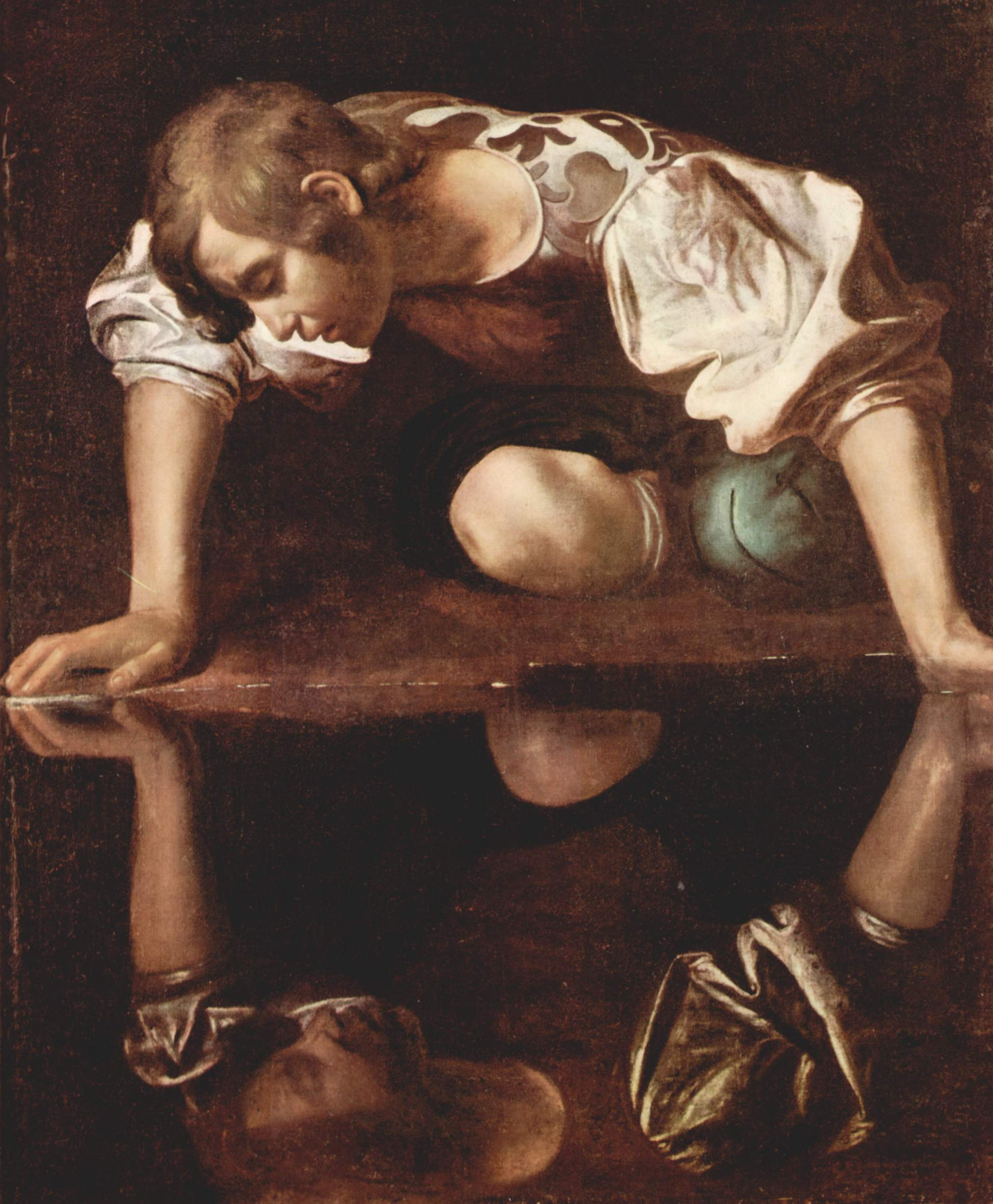
나르키소스 - 미켈란젤로 메리시 다 카라바조 작

맨리 P. 홀(Manly P. Hall)은 나르키소스에 대해 다음과 같은 해석을 하였다. 그는 나르키소스를 잠든 영혼, 깨어있지 못한 영혼, 즉 육의 성품(fleshly nature)에 미혹되어 있는 상태의 영혼을 뜻한다고 보았다:
그리스 신화에서 나르키소스가 물—고대인들은 일시적이며 환영의 성질을 띤 물질 우주를 상징하는데에 이 유동성의 변하기 쉬운 원소를 사용하였다—속에 비친 자기 자신을 계속 바라보다가 그 비친 모습을 붙잡으려 하였으나 결국 자신의 생명을 잃어버린 것과 똑같이, 그렇게, 인간은 자연("물질 우주")이라는 거울 속을 계속 바라보다가, 거기에 보이는 비쳐진 모습인 지성(知性) 없는 육신(senseless clay: 식별력이 없는 흙)을 자신의 참된 자아로 받아들여 결국 자신의 육신의 삶을 자신의 불가시의 불멸의 자아를 전개할 기회로 삼지를 못한다.— 모든 시대의 비밀 가르침들(Secret Teachings of All Ages), 
29쪽

## 같이 보기
- 에코 (신화)
- 헤르메스주의